# Раево (Башкортостан)
Ра́ево (баш. Раев) — деревня в Давлекановском районе Республики Башкортостан Российской Федерации. Административный центр Раевского сельсовета.

## География

### Географическое положение
Расстояние до:
- районного центра (Давлеканово): 18 км,
- ближайшей ж/д станции (Давлеканово): 18 км.

## Население
| 2002 | 2009 | 2010 |
| ---- | ---- | ---- |
| 314  | ↘294 | ↗314 |

### Национальный состав
Согласно переписи 2002 года, преобладающая национальность — татары (56 %).